# コクソン・ドッド

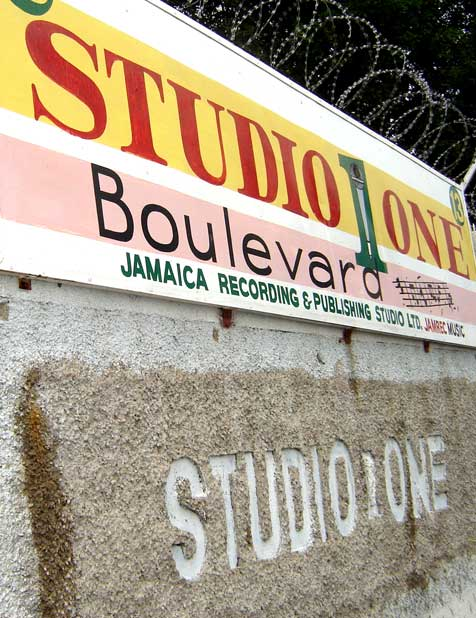
コクソン・ドッド

クレメント “サー・コクソン”・ドッド（Clement "Sir Coxsone" Dodd、1932年1月26日 - 2004年5月5日）、本名クレメント・シーモア・ドッド（Clement Seymour Dodd）は、ジャマイカ・キングストン生まれの音楽プロデューサー。1950年代と1960年代を中心に、レゲエ他のジャマイカ音楽の発展における最も重要な人物。「コクソン」という名前は1940年代の有名なヨークシャーのクリケット選手の名前で、10代の頃にクリケットの才能に長けていたために名付けられた。

## サウンド・システム
ドッドは、彼の両親の店で、客のためにレコードをかけていた。1954年に、屋外にスピーカーセットを持ち出し、「サー・コクソン・ザ・ダウンビート」と名付けたサウンド・システムを開業する。当初はアメリカ産のジャズやR&Bをかけていた。マイアミやニューオーリンズに出向いては最新のレコードを買い漁り、サウンド・システム間の競争の激しい中で成功を収めた。同時に5つのサウンド・システムを保有し、プリンス・バスター、U・ロイ、リー・ペリーらの手を借りて毎晩レコードをかけさせた。

## スタジオ・ワン
アメリカでのR&Bの熱狂的流行が終わった時、コクソン・ドッドは、新しい音楽をジャマイカで作り始める。最初はサウンド・システムのためだけに録音していたが、その後急速に音楽は産業となる。1959年、彼はワールド・ディスクと呼ばれるレコード会社を設立。1961年にはキングストン市のブレントフォード・ロードにある自宅の酒屋を改造してスタジオを作り、メンバーを集めてザ・スカタライツを結成、レコーディングをしていた。1963年には同じ場所のスタジオをスタジオ・ワンと名付けた。これはジャマイカでの最初の黒人所有のスタジオである。
彼は新しいタレントを求めて、毎週日曜日の晩にオーディションを行った。ここでザ・ウェイラーズの一員として歌うボブ・マーリーを発見する。コクソン・ドッドは、ザ・ウェイラーズと録音された歌1曲あたり20ポンドの5年契約を結んだ。1964年2月、スタジオ・ワンで録音されたウェイラーズの「シマー・ダウン」はジャマイカでナンバーワンヒットを記録する。
1960年代後半から1970年代初めまで、スタジオ・ワンの音はロックステディと同義だった。そして彼は、ジャマイカの音楽的才能を多く引き寄せた。バーニング・スピア、デルロイ・ウィルソン、ホレス・アンディ、シュガー・マイノット、ボブ・アンディ、ヘプトーンズなどの、多くのレゲエのアーティストと共に仕事をした。その後も彼は積極的に音楽ビジネスを行い、2004年5月1日、彼のプロデューサーとしての功績に敬意を表して、スタジオ・ワンのあったブレントフォード・ロードは、スタジオ・ワン大通りと改名された。その4日後、コクソン・ドッドは心臓発作で突然死した。